# 올림픽 서독 선수단
올림픽 서독 선수단은 서독을 대표하여 올림픽에 참가한 선수단이다. 서독은 1952년부터 1988년까지 올림픽에 출전했다. 제2차 세계 대전과 독일 분할 이후 독일의 첫 번째 올림픽인 1952년 하계 올림픽에서는 동독이 협력을 거부했기 때문에 사실상 서독 팀이  독일을 대표하여 계산됐다. 마찬가지로, 1956년부터 1964년까지 두 국가는 독일 연합팀 깃발을 들고 함께 경기에 참가했다. 본격적인 서독 대표팀은 1968년에야 등장했고, 1980년 하계 올림픽 보이콧을 지지하면서 1980년 하계 올림픽을 제외한 모든 올림픽에 출전해 1988년까지 출전했다. 이후 1990년 독일 통일을 통해 독일 대표팀이 재창립됐다.

## 같이 보기
- 올림픽 독일 선수단

## 참고 자료
- (영어) “West Germany”. SR/Olympic Sports. 2020년 4월 17일에 원본 문서에서 보존된 문서. 2011년 10월 30일에 확인함.